# Олівія Манн
Олі́вія Манн (англ. Olivia Munn; нар. 3 липня 1980, Оклахома-Сіті, США) — американська акторка, модель.

## Біографія
Народилася в Оклахома-Сіті, США. Мати Кімберлі Шмід виросла у В'єтнамі, має китайське походження, переїхала в Оклахому у 1975 після В'єтнамської війни. Закінчивши коледж, Шмід одружилася з Вінстоном Манном. Коли Олівії було два роки, мати одружилася з воєнним офіцером Повітряних сил США. Наступні 14 років родина провела в Японії. 
Перші кроки як акторка Олівія Манн зробила на театральних сценах місцевих театрів та почала працювати моделлю у японській модній індустрії. У 16, після розлучення батьків, Манн повернулася в Оклахому, де закінчила середню школу. Спочатку вступила на факультет журналістики Університету Оклахоми, але перевелась на факультет акторського мистецтва.
Зустрічалася з квотербеком НФЛ Аароном Роджерсом з травня 2014 до 2017. Перед цим була в тривалих стосунках з Юелем Кіннаманом.
У 2021 році почала зустрічатися з коміком Джоном Малейні, у вересні оголосила про вагітність. 24 листопада 2021 року народила сина Малкольма Хіпа (Hiệp — в'єтнамське ім'я).
Манн — володарка чорного пояса з тхеквондо.

## Кар'єра
Професійна кар'єра розпочалась з роботи спортивної репортерки. У 2004 зіграла епізодичну роль у телефільмі «Злість опудала». Після ролі Мілі Акуни у двох сезонах серіалу про серфінгістів виконала роль секретарки у комедії «Великий Стен». Після невеликих робіт у «Бурмило Салмон», «Божевільне побачення», «Залізна людина 2» акторка отримала головну в серіалі «Ідеальні пари».
У 2012 вийшла стрічка «Дітородні» Манн зіграла вагітну Одрі. Потім була роль Джоанни у комедійній драмі Стівена Содерберга «Супер Майк». Акторка виконувала головну роль у телесеріалі «Новини». У 2015 з'явилась у фільмі «Мордекай», в якому також знімались Джонні Депп, Юен Мак-Грегор, Гвінет Пелтроу. У тому ж році озвучувала головного персонажа у анімаційному серіалі «Майлз з іншої планети».
У 2016 вийшло чотири стрічки з Олівією Манн: «Шалений патруль 2», «Зразковий самець 2», «Люди Ікс: Апокаліпсис», «Новорічний корпоратив».

## Фільмографія

### Фільми
| Рік  | Назва                          | Оригінальна назва            | Роль                       | Примітки  |
| ---- | ------------------------------ | ---------------------------- | -------------------------- | --------- |
| 2004 | «Злість опудала»               | Scarecrow Gone Wild          | дівчина                    | відео     |
| 2005 |                                | The Road to Canyon Lake      | дівчина                    |           |
| 2007 | «Великий Стен»                 | Big Stan                     | Марія                      |           |
| 2008 |                                | Insanitarium                 | Ненсі                      | відео     |
| 2009 | «Бурмило Салмон»               | The Slammin' Salmon          | Самара                     |           |
| 2010 | «Божевільне побачення»         | Date Night                   | адміністраторка ресторану  |           |
| 2010 | «Залізна людина 2»             | Iron Man 2                   | Чесс Робертс               |           |
| 2011 | «Я не знаю, як вона це робить» | I Don't Know How She Does It | Момо Хан                   |           |
| 2012 | «Супер Майк»                   | Magic Mike                   | Джоанна                    |           |
| 2012 | «Дітородні»                    | The Babymakers               | Одрі Маклін                |           |
| 2012 | «Халявщики»                    | Freeloaders                  | Мадлен                     |           |
| 2014 | «Єдність»                      | Unity                        | оповідач                   |           |
| 2014 | «Визволи нас від зла»          | Deliver Us from Evil         | Джен Сарчі                 |           |
| 2015 | «Мордекай»                     | Mortdecai                    | Джорджіна Крампф           |           |
| 2016 | «Шалений патруль 2»            | Ride Along 2                 | Майя Круз                  |           |
| 2016 | «Зразковий самець 2»           | Zoolander No. 2              | у ролі себе                |           |
| 2016 | «Люди Ікс: Апокаліпсис»        | X-Men: Apocalypse            | Елізабет Бреддок / Псайлок |           |
| 2016 | «Новорічний корпоратив»        | Office Christmas Party       | Трейсі Г'юз                |           |
| 2017 | «Lego Фільм: Ніндзяго»         | The Lego Ninjago Movie       | Коко                       | озвучення |
| 2018 | «Хижак»                        | The Predator                 | Кейсі Бреккет              |           |
| 2018 | «Вісім подруг Оушена»          | Ocean's Eight                | Олівія Манн                |           |

### Серіали
| Рік       | Назва                                                | Оригінальна назва                               | Роль          | Примітки             |
| --------- | ---------------------------------------------------- | ----------------------------------------------- | ------------- | -------------------- |
| 2006-2007 |                                                      | Beyond the Break                                | Мілі Акуна    | 9 епізодів           |
| 2009      | «Університет»                                        | Greek                                           | Лана          | 4 епізоди            |
| 2009      | «Слешер»                                             | Slasher School                                  | Анжела        |                      |
| 2010      | «Навмисна випадковість»                              | Accidentally on Purpose                         | Ніколь        | 1 епізод             |
| 2010      | «Чак»                                                | Chuck                                           | Грета         | 1 епізод             |
| 2010-2011 | «Ідеальні пари»                                      | Perfect Couples                                 | Лі            | 14 епізодів          |
| 2011      | «Робоцип»                                            | Robot Chicken                                   | Ліз Вілсон    | озвучення; 1 епізод  |
| 2012      |                                                      | Paulilu Mixtape                                 | Кеті          | 1 епізод             |
| 2012-2013 | «Новенька»                                           | New Girl                                        | Енжи          | 3 епізоди            |
| 2012-2014 | «Новини»                                             | The Newsroom                                    | Слоан Себбіт  | 25 епізодів          |
| 2013      | «Насичені фруктозою пригоди Надокучливого Апельсину» | The High Fructose Adventures of Annoying Orange | Феджи         | озвучення; 1 епізод  |
| 2015-2016 | «Майлз з іншої планети»                              | Miles from Tomorrowland                         | Феба Каллісто | озвучення; 41 епізод |
| 2022      | Оповідання про ходячих мерців                        | Tales of the Walking Dead                       | Іві           |                      |